# تیم ملی بسکتبال ویتنام
تیم ملی بسکتبال ویتنام نماینده ویتنام در مسابقات بین‌المللی بسکتبال است. این تیم بالاترین سطح بسکتبال در کشور ویتنام نیز هست. این تیم از سال ۱۹۵۲ به فیبا پیوست.